# Анри Тозен
Лион
Анри Тозен (фр. Henri Tauzin; Париз, 17. април 1879 — Лион, 11. октобар 1918) је био француски атлетичар на преласку из 19. у 20. век. Био је члан Расинг клуба у Паризу. Такмичио се у препонским тркама на Олимпијским играма 1900. Паризу.
У дисциплини 400 метара са препонама освојио је сребрну медаљу резултатом 58,3, што је био његов лични рекорд у каријери. Злато је освојио Американац Џон Туксбери који је трчао 57,6 сек.
Тозен се такође такмичио у дисциплини 200 метара са препонама, где је завршио као четврти у полуфиналу и није се пласирао у финале.